# Imprimatur
Imprimatur, lat. „neka se tiska,“ odobrenje je koje se dodjeljuje knjigama koje su u sukladnosti s učenjem katoličke crkve.
Prije 1975. biskupijski cenzor davao je imprimatur knjigama koje nisu proturječile katoličkom učenju o vjeri i moralu. U današnje vrijeme samo sljedećim knjigama potreban je imprimatur: službeni biblijski i liturgijski tekstovi i njihovi prijevodi; katekizmi i molitvenici; školski priručnici koji obrađuju doktrinarna moralna pitanja, kao i literatura koja se prodaje ili dijeli u crkvama.